# Jakob Skytte
Jakob Skytte af Duderhof, född 29 juni 1616 i Stockholm, död 1 mars 1654 i Ålems församling, var en svensk ämbetsman.

## Biografi
Jakob Skytte föddes 1616 i Stockholm, som son till Johan Skytte af Duderhof och Maria Näf. Skytte blev student vid Uppsala universitet i oktober 1624.
Snart därefter, år 1633, blir Skytte den förste rektor vid Dorpats universitet i Svenska Livland. Han utnämndes till assessor vid Svea hovrätt 22 januari 1638 och 1641 till hovrättens vice president.
Den 10 augusti 1645 blev Jakob Skytte landshövding i Östergötlands län, men han avskedades för sjuklighet 1650. Skytte avled 1654 på herrgården Strömsrum i Ålems församling. Han begravdes i Riddarholmskyrkan 12 mars samma år. Hans vapen sattes upp i Ripsa kyrka i Södermanlands län.   Jakob Skytte vilar tillsammans med sin hustru Anna Bielkenstierna i Ripsa kyrka.
Han ägde gårdarna Strömsrum i Ålems socken och Skytteholm i Ekerö socken.

### Familj
Skytte gifte sig 23 augusti 1635 i Stockholms Nikolai församling, Stockholm med Anna Nilsdotter (1617–1663), dotter till holmamiralen Nils Claesson (Bielkenstierna) och friherrinnan Gunilla Gyllenstierna af Lundholm. De fick tillsammans följande barn:
- Gustaf Adolf Skytte af Duderhof, (1637–1663), pirat och avrättad för sjöröveri
- Jakob Skytte af Duderhof
- Johan Skytte af Duderhof
- Maria Skytte af Duderhof (död 1699), gift med översten Zacharias Ribbing,
- Gunilla Skytte af Duderhof (död 1698), gift med majoren Ludvig Mörner af Tuna,
- Christina Anna Skytte af Duderhof (1643–1677), gift med ryttmästaren Gustaf Drake af Hagelsrum,
- Sofia Beata Skytte af Duderhof (död 1695), gift med översten Erik Slatte
- Vendela Skytte af Duderhof (1641–1648)